# Полаби (плем'я)

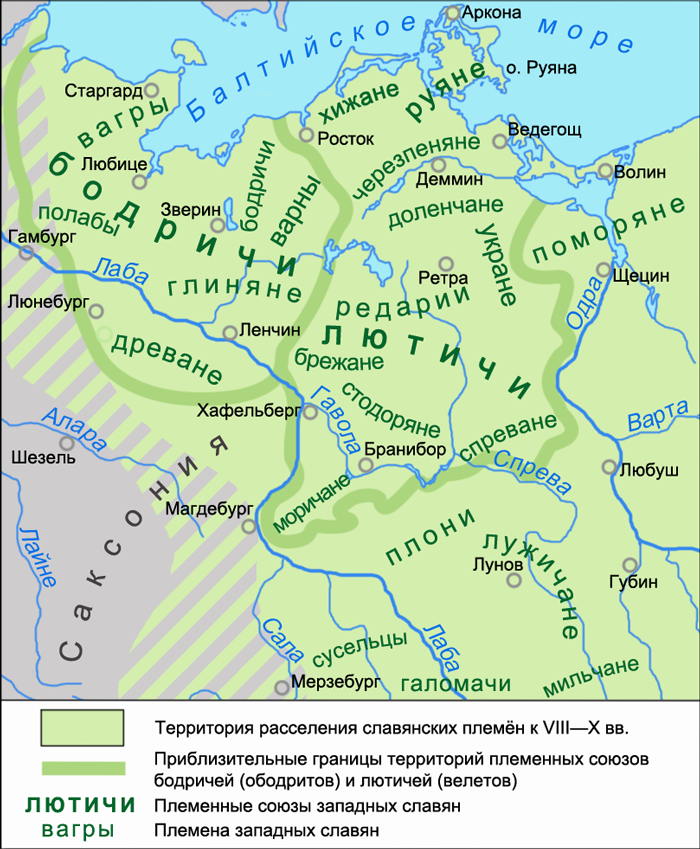
Полаби на карті

Полаби (пол. Połabianie) — слов'янське полабське плем'я, що належить до Ободрицького союзу. Жили на захід від рарогів в регіоні середньої і нижньої Лаби (Ельби). Головним містом був Ратібор (нині Рацебург у Німеччині). Назва племені походить від «ті, що живуть біля річки Лаби».
Територія знаходилась в федеральних землях сьогоднішніх: Нижня Саксонія, Саксонія-Ангальт, Бранденбург, Мекленбург-Передня Померанія і Шлезвіг-Гольштейн. Вона простягалась між річкою Траве і Ельбою.